# Liste der Mitglieder der deutschen Baseball Hall of Fame
In der Liste der Mitglieder der deutschen Baseball Hall of Fame sind all deren Mitglieder chronologisch erfasst. Bei Spielerinnen und Spielern ist deren Position angegeben, bei anderen die jeweilige Funktion im Baseball und Softball.
Über die Aufnahme in die Hall of Fame bestimmt der Deutsche Baseball und Softball Verband.
| Jahr | Name                     | Funktion                                                        | Team | Anmerkungen                                       |
| ---- | ------------------------ | --------------------------------------------------------------- | --- | ------------------------------------------------- |
| 1994 | Roland „Rolles“ Hoffmann | Catcher, Trainer Nationalmannschaft                             | Mannheim Tornados |                                                   |
| 1998 | Stephan Jäger            | Shortstop, Pitcher, Infielder                                   | Mannheim Tornados |                                                   |
| 1998 | Martin Helmig            | Pitcher, Infielder, Trainer                                     | Mannheim Amigos, Leonberg Lobsters (Spieler), Cologne Cardinals (Spielertrainer), Trier Cardinals (Spieler), Paderborn Untouchables, Buchbinder Legionäre (Trainer) |                                                   |
| 2001 | Martin Miller            | DBV-Präsident, Vice President IBAF                              | Ingolstadt Schanzer |                                                   |
| 2006 | Peter Budny              | Pitcher, Catcher, Assistant Coach Nationalmannschaft            | |                                                   |
| 2006 | Hans-Norbert Jäger       | Shortstop, Trainer, Gründer Mannheim Tornados                   | Mannheim Tornados |                                                   |
| 2006 | Claus T. Helmig          | Second Baseman, Pitcher                                         | Mannheim Amigos | 1956 erster Deutscher mit Profivertrag in den USA |
| 2006 | Jürgen C. Helmig         | Pitcher, First Baseman                                          | Mannheim Amigos |                                                   |
| 2006 | Jan van den Berg         | Ehrenpräsident BWBSV                                            | Tübingen Hawks, Stuttgart Reds |                                                   |
| 2006 | Walter Schmid            | Catcher, 1st Baseman                                            | Bayern München, München Tigers, München Brewers |                                                   |
| 2008 | Martina Dobler           | Outfielder, Sportdirektorin BBSV                                | Munich Tigers |                                                   |
| 2008 | Claudia Effenberg        | 1st Base, Catcher, 3rd Base, Trainerin Damen-Nationalmannschaft | Hamburg Knights |                                                   |
| 2010 | Sandra Knüttel           | Pitcher, Pitching Coach Damen-Nationalmannschaft                | Mannheim Tornados |                                                   |
| 2015 | Georg Bull               | Catcher, Gründer Deutsche Baseballakademie                      | Mannheim Amigos, Trier Cardinals, Paderborn Untouchables |                                                   |
| 2016 | Greg Frady               | Trainer Nationalmannschaft                                      | |                                                   |
| 2018 | Klaus Knüttel            | Pitcher                                                         | Mannheim Tornados |                                                   |
| 2018 | Frank Stattler           | Pitcher                                                         | Untouchables Paderborn |                                                   |
| 2018 | Michael Wäller           | Pitcher                                                         | Lokstedt Stealers |                                                   |
| 2018 | Mathias Winterrath       | Cheftrainer BSV NRW, Junioren-Nationalmannschaft                | Cologne Cardinals |                                                   |